# إدارة أكاديمية

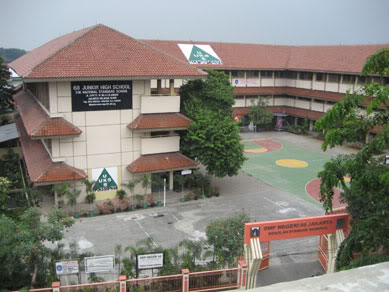

الإدارة الأكاديمية هي فرع من الموظفين العاملين في الجامعة أو الكلية المسئولين عن الحفاظ على المؤسسة والإشراف عليها وهذه الإدارة منفصلة عن هيئة التدريس أو الأكاديميين، على الرغم من أن بعض الموظفين قد يكون لديهم مسئوليات مشتركة. وتوجد بعض أنواع الهياكل الإدارية المنفصلة تقريبًا في كافة المؤسسات الأكاديمية ويقل عدد الكليات التي يديرها موظفون يجمعون بين العمل الإداري والعمل الأكاديمي أو العلمي. ويكون الكثير من الإداريين أكاديميين حاصلين على درجات علمية متقدمة ولكنهم توقفوا عن العمل بالتدريس أو إجراء البحوث بشكل مكثف.

## المهام الرئيسية
تتضمن المهام الإدارية الرئيسية (والوحدات الإدارية) في المؤسسات الإدارية ما يلي:
- عمليات القبول
- الإشراف على الشئون الأكاديمية مثل التوظيف والترقية والتثبيت الوظيفي والتقييم (إلى جانب ملاحظات أعضاء هيئة التدريس عند الضرورة)
- الاحتفاظ بالسجلات الرسمية (عادة ما يشرف عليها أمين سجلات في الولايات المتحدة - ولكن في المملكة المتحدة لا يوجد بكافة المؤسسات أمين سجلات مخصص، بل يوجد موظف مكلف بمسؤوليات مختلفة عن الأمور غير الأكاديمية، وذلك تبعًا للمؤسسة)
- حفظ وتدقيق التدفقات المالية والسجلات
- الإشراف على الحياة الطلابية والأنشطة مثل الجماعات الدينية والثقافية والخدمات المقدمة للمعاقين والمراكز المهنية ومراكز الخدمة العامة
- صيانة وإنشاء مباني الحرم الجامعي (المنشآت المادية)
- صيانة مرافق الحرم الجامعي
- أمان وسلامة الأفراد والممتلكات داخل الحرم الجامعي (عادة ما يتم تنظيمه على أنه مكتب السلامة العامة أو شرطة الحرم الجامعي)
- الإشراف على أجهزة الكمبيوتر والشبكة دخل الحرم الجامعي ودعمهما (تكنولوجيا المعلومات).
- جمع التبرعات من الأفراد والمؤسسات الخاصة («التنمية» أو «التقدم»)
- إدارة البحوث (بما في ذلك المنح وإدارة التعاقد والامتثال المؤسسي للوائح الفيدرالية ولوائح الولاية)
- الشئون العامة (وتشمل العلاقات بوسائل الإعلام والمجتمع والحكومات على المستوى المحلي والولاية والحكومة الفيدرالية)

## الإدارة الأكاديمية التي تمارسها الدولة
يمكن هيكلة الإدارات الأكاديمية بطرق متعددة في مختلف المؤسسات وفي مختلف الدول.

### أستراليا
ظهرت وظيفة الإداريين بالتعليم العالي ولعبت دورًا مميزًا في أستراليا منذ منتصف سبعينيات القرن العشرين حينما كانت تسعى المؤسسات إلى التعامل مع حجمها وتعقيداتها المتنامية جنبًا إلى جنب مع اتساع آفاق تطلعاتها. ومع تطور مهنية الإداريين العاملين بالتعليم العالي، كان في المقابل هناك ما يدفعهم إلى إدراك تفرد وفعالية دورهم في الوسط الأكاديمي.
واعتبارًا من عام 2004 تم تكوين فريق من الموظفين غير المتخصصين يضم أكثر من نصف العاملين بالجامعات الأسترالية. وكان ما يقرب من 65% منهم من الإناث. وحدث تحول في الآونة الأخيرة في المسميات التي يفضلها الموظفون غير الأكاديميين في الجامعات الأسترالية من «الموظفين غير المتخصصين» إلى «الموظفين المتخصصين».
والهيئة التي تجمع كافة الموظفين العاملين بالإدارة والتنظيم في أستراليا هي جمعية إدارة التعليم العالي.

### المملكة المتحدة

#### الهياكل الإدارية
تختلف الهياكل الإدارية والتنظيمية في التعليم العالي في المملكة المتحدة اختلافًا كبيرًا فيما بين المؤسسات. ولذلك فإن أي وصف للهيكل العام لن ينطبق على بعض أو الكثير من المؤسسات وأي بيان عام لهذه الهياكل قد يكون مضللًا، كما أنه لا يوجد بكافة الجامعات وظيفة أمين السجلات.
مع ذلك، يمكن أن يشتمل هيكل الجامعة في المملكة المتحدة على وظيفة أمين السجلات باعتباره الرئيس العام لإدارة التقارير المقدمة لنائب رئيس الجامعة. وهناك توجه في الوقت الحالي إلى أن يكون نائب رئيس الجامعة رجلاً أكاديميًا حاليًا أو سابقًا، على الرغم من بعض الجدل حول مدى فعالية تعيين موظفين لشغل وظيفة إداري محترف بالتعليم العالي.
ويمكن أن يرفع المدير المالي تقاريره إلى أمين السجلات أو يقدمها مباشرةً إلى نائب رئيس الجامعة، بينما يمكن لكبار الموظفين تقديم تقاريرهم لأمين السجلات أو لا يقدمونها له. ويمكن أن تضم الطبقة التالية من المناصب الكبيرة مديري الموارد البشرية والمجمعات والشئون المؤسسية، وعادة ما تكون وظيفة أمين السجلات ضمن هذه الطبقة الثانية، حيث يميل دورهم إلى التمركز حول العمليات الإدارية التي تواجه الطلاب مثل القبول وسجلات الطلاب والشكاوى والتخرج.

#### الجمعيات المهنية
إن الهيئة التي تجمع كافة الموظفين العاملين بالإدارة والتنظيم في المملكة المتحدة هي جمعية الإداريين بالجامعة.

### الولايات المتحدة

#### رؤساء الجامعات والعمداء
في الولايات المتحدة، عادة ما يشرف على الكلية أو الجامعة رئيس الجامعة أو نائب رئيس الجامعة الذي يقدم تقارير منتظمة إلى مجلس الأمناء (الذي يتألف من أفراد من خارج المؤسسة) كما يشغل منصب المدير التنفيذي. وتتبع كبرى الكليات والجامعات الآن هياكل إدارية تضم فئة نواب الرؤساء ومن بينهم وكيل الجامعة (أو نائب رئيس الجامعة للشئون الأكاديمية) ويشغل وظيفة كبير الموظفين الأكاديميين.

#### العميد
يقوم عمداء الكليات بالإشراف على الكثير من الجوانب الإدارية أو ربما يشغلون منصب المديرين التنفيذيين للحرم الجامعي بالكامل، وقد يرفعون تقاريرهم مباشرةً إلى رئيس الجامعة أو نائبه. يتباين تقسيم المسئوليات ما بين العمداء تباينًا كبيرًا في المؤسسات، حيث أن بعضهم يكون مسئولاً في الأساس عن بعض المجالات الأكاديمية (مثل العلوم الإنسانية أو العلوم الطبيعية) أو يكونون مسئولين عن وحدات أكاديمية كاملة (مثل معهد عالٍ أو كلية), بينما يكون آخرون مسئولين عن الأمور غير الأكاديمية وهي الأمور التي تشغل جميع أنحاءالحرم الجامعي مثل شئون الأقليات. وفي بعض الحالات يشرف الوكيل على جميع العاملين بالمؤسسة ويكون منصبه بشكل عام أعلى من أي عميد، وفي حالات أخرى يكون منصب عميد الكلية مكافئًا لمنصب وكيل الجامعة أو نائب رئيس الجامعة أو نائب الرئيس للشئون الأكاديمية. وفي التسلسل الهرمي الإداري، نجد بعد العمداء رؤساء الأقسام الأكاديمية والأقسام الإدارية الفردية بداية من الاعتناء بالحدائق وحتى المكتبات وأمناء السجلات. ويشرف هؤلاء الرؤساء (عادة ما يطلق عليهم «رؤساء» أو «مديرون») على الكلية والعاملين في أقسامهم.